# Ecowin Verlag
Der Ecowin Verlag ist ein Verlag in Salzburg.
Ecowin ist ein Phantasiename, der ein Verlagshaus und Bücher mit Gewinn symbolisiert. Zur Unternehmensphilosophie des 2003 von Hannes Steiner gegründeten Verlags zählt das kritische Aufgreifen gesellschaftspolitisch relevanter Themen aus den Bereichen Politik, Wirtschaft, Wissenschaft, Kultur und Geschichte. Jährlich publiziert der Verlag 12 bis 15 Bücher.
Bis Ende 2012 gelangten von 112 Neuerscheinungen 86 Prozent auf eine Bestseller-Liste, 43 Prozent auf Platz 1. Ecowin-Bücher wurden bisher in 18 Sprachen übersetzt.
Der Ecowin Verlag folgt einer unabhängigen Verlagslinie und verzichtet auf jegliche Verlagsförderung.
Beim Buchliebling 2008 und 2009 wurde Ecowin jeweils zum „Verlag des Jahres“ gewählt.
Im April 2013 verkaufte Steiner seinen Ecowin Verlag der Red Bull Media House Publishing GmbH (ein Tochterunternehmen der Red Bull Media House GmbH); der Verlag wurde daraufhin in deren Firmenportfolio eingegliedert. Der Kaufpreis wurde nicht öffentlich bekannt. Seit 2015 ist Ecowin Teil des Red Bull-Literaturverlags Benevento Publishing. 2017 wurde Dirk Rumberg Geschäftsführer von Benevento Publishing. Er folgte damit Hannes Steiner nach, der aus dem Unternehmen ausschied.

## Publikationen
- Haltung: Flagge zeigen in Leben und Politik, Reinhold Mitterlehner[11]
- Niemals aufgeben, Hannes Androsch
- Europa – der Staat, den keiner will, Franz Fischler / Christian Ortner
- Die Genussformel, Werner Gruber
- Die Macht der Kränkung, Reinhard Haller
- Die Durchschnittsfalle, Markus Hengstschläger
- Die Akte Trump, David Cay Johnston
- Land der Diebe, Kurt Kuch
- Weissbuch Heilung, Kurt Langbein
- Mein Österreich. 50 Jahre hinter den Kulissen der Macht, Paul Lendvai
- Über meinen Schatten, Thomas Morgenstern
- Bestie Mensch, Thomas Müller
- Vatikan AG, Gianluigi Nuzzi
- Ich weiß nicht, warum ich noch lebe, Friedrich Orter
- Aufregend war es immer, Hugo Portisch
- Was jetzt, Hugo Portisch
- Meine letzte Stunde, Andreas Salcher
- Alles, was Sie über gutes Benehmen wissen müssen, Thomas Schäfer-Elmayer
- Wer braucht Gott?: Barbara Stöckl im Gespräch mit Kardinal Christoph Schönborn, Christoph Schönborn / Barbara Stöckl
- Offengelegt, Wolfgang Schüssel
- Europa ist die Lösung, Frank-Walter Steinmeier
- Keine Angst vor dem Glück, Manfred Stelzig
- Frühstück bei mir, Claudia Stöckl
- Zahl. Zeit. Zufall. Alles Erfindung? Rudolf Taschner
- So reden Sie sich zum Erfolg, Ingrid Thurnher
- alphabet, Erwin Wagenhofer
- Der Aufstand des Gewissens. Die nicht-gehaltene Festspielrede 2011, Jean Ziegler